# Susanville
Susanville é a única cidade localizada no estado americano da Califórnia, no condado de Lassen, do qual é sede. Foi incorporada em 24 de agosto de 1900.

## Geografia
De acordo com o United States Census Bureau, a cidade tem uma área de 20,8 km², onde 20,5 km² estão cobertos por terra e 0,3 km² por água.

### Localidades na vizinhança
O diagrama seguinte representa as localidades num raio de 48 km ao redor de Susanville.

## Demografia
Segundo o censo nacional de 2010, a sua população é de 17 947 habitantes e sua densidade populacional é de 873,82 hab/km². Possui 4 256 residências, que resulta em uma densidade de 207,22 residências/km².

## Lista de marcos
A relação a seguir lista as entradas do Registro Nacional de Lugares Históricos em Susanville.
- Bruff's Rock Petroglyph Site
- Lassen County Court House
- Roop's Fort
- Susanville Railroad Depot